# Zouafques
 Zouafques  es una población y comuna francesa, situada en la Región de Alta Francia, departamento de Paso de Calais, en el distrito de Saint-Omer y cantón de Saint-Omer.

## Geografía
Zouafques se encuentra a 18 km al noroeste de Saint-Omer, en el cruce de la carretera D217 con la autopista A26, en el valle del pequeño río Hem.

## Demografía
| Gráfica de evolución demográfica de Zouafques entre 2006 y 2019 |
|                                                                 |

Fuentes: INSEE.

## Políticos
Elecciones Presidential Segunda Vuelta:
| Elección | Elección | Candidato Ganador | Partido | %     |
| -------- | -------- | ----------------- | ------- | ----- |
|          | 2022     | Marine Le Pen     | RN      | 62,88 |
|          | 2017     | Marine Le Pen     | FN      | 61,75 |
|          | 2012     | Nicolas Sarkozy   | UMP     | 53,27 |
|          | 2007     | Nicolas Sarkozy   | UMP     | 60,35 |
|          | 2002     | Jacques Chirac    | RPR     | 73,88 |